# Achab
Achab (pan. 874–853 p.n.e.) – siódmy król północnego królestwa Izraela; syn króla Omriego, kontynuował politykę ojca, dążąc do zjednoczenia kraju.

## Biografia Achaba w relacji biblijnej
Pokonał Moabitów, wszedł do sojuszu prowadzącego wojny z Asyrią, utrzymywał pokój z królestwem Judy. Sprzymierzył się z Fenicjanami przez małżeństwo z Izebel, córką Etbaala I, króla Sydonu, która wprowadziła do Izraela kult Baala i Aszery, wskutek czego Achab został potępiony przez Boga, o czym oznajmił prorok Eliasz.

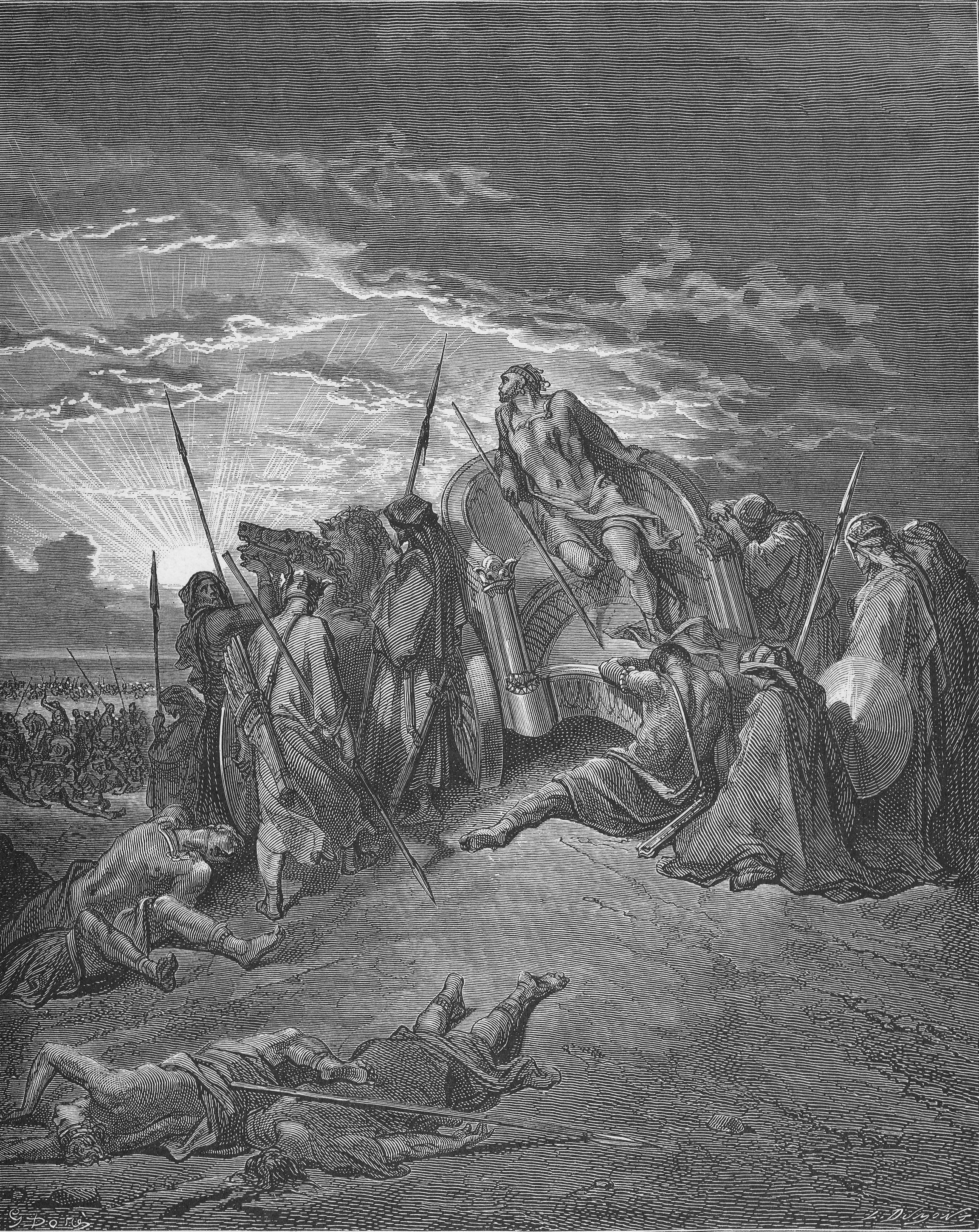
Śmierć Achaba w bitwie pod Ramot

W Biblii jego imię stało się synonimem niegodziwości, pamiętny wrogością okazywaną prorokowi Eliaszowi, wprowadzeniem kultu Baala i skazaniem na śmierć Nabota z namowy swej żony, królowej Izebel, za niepopełnione winy.
Achab nie tylko wprowadził Baala jako boga do stolicy swego państwa, ale ponadto za namową Izebel wzniósł ołtarze pogańskie na wielu wzgórzach, gdzie pod osłoną gajów kapłani i inni uczestnicy tego kultu wywierali swój wpływ, aż cały niemal Izrael poszedł za nimi. Zginął podczas oblężenia Ramot w Gileadzie przez Aramejczyków. Jego następcą był Ochozjasz. Kilka lat po jego śmierci ród Omrydów został wymordowany przez ich przeciwników, a królem został Jehu, który został wcześniej namaszczony na króla przez Elizeusza.

## Pozabiblijne źródła informacji o Achabie
Wykopaliska z  terenów historycznych granic północnego królestwa Izraela oraz terenów podbitych za panowania Achaba i jego ojca Omriego świadczą, iż to za panowania tych dwóch władców nastąpił duży rozwój infrastruktury miejskiej oraz integracja wewnętrzna królestwa i jego awans polityczny do czołowej potęgi Lewantu.
Awans ten oznaczał m.in. przyjęcie alfabetu fenickiego, otwarcie się na ówczesny świat cywilizowany w tym pojawienie się w kronikach asyryjskich (co dla nas oznacza rozpoczęcie epoki historycznej Izraela) oraz osłabienie religii mojżeszowej na rzecz nowych obcych kultów religijnych.
Jak wynika z inskrypcji na tzw. steli Salmanasara III, Achab wraz z jedenastu innymi królami brał udział w koalicji przeciw królowi asyryjskiemu Salmansarowi III. Król izraelski wyruszając na wyprawę wojenną miał wystawić armię złożoną z 2000 rydwanów i 10 000 żołnierzy. Sprzymierzone wojska poniosły prawdopodobnie porażkę w bitwie pod Karkar.